# Katedra Matki Bożej z Guadalupe w Canelones
Katedra Matki Bożej z Guadalupe w Canelones (hiszp. Catedral de Nuestra Señora de Guadalupe de Canelones) – rzymskokatolicki kościół w Canelones wzniesiony w XIX wieku, pełniący funkcję katedry diecezji Canelones.

## Historia
Wcześniejsza świątynia powstała w tym miejscu w 1775 roku. Tomás Xavier de Gomensoro wysunął inicjatywę zbudowania nowego kościoła. Pomysł ten spotkał się z aprobatą José Gervasio Artigasa, który postanowił, że nawet w czasie wojny dziesięcina będzie przeznaczona na ten cel. Kamień węgielny został położony 13 października 1816 roku. W budowie świątyni uczestniczyli architekci Noya oraz José Álvarez del Pino. W 1828 roku w kościele tym (pomimo że nie był jeszcze ukończony) odbyła się ceremonia pobłogosławienia flagi Urugwaju, której dokonał Juan Francisco Larrobla. W 1858 roku Jacinto Vera celebrował ukończenie nawy głównej z apsydą. W 1865 roku ukończono budowę pierwszej z wież kościoła. W 1916 roku podniesiono główne atrium i zmodyfikowano front kościoła. W latach 1920–1925 wprowadzono zmiany i przeprowadzono prace konserwatorskie. Ostatnia renowacja została przeprowadzona w latach 1999–2001.
W 1945 roku kościół ogłoszono narodowym sanktuarium Matki Bożej z Guadalupe.
W dniu 21 listopada 1961 roku została erygowana przez Jana XXIII diecezja Canelones, a kościół Matki Bożej z Guadalupe w Canelones został ustanowiony jej katedrą.
W 1996 roku katedra została uznana za narodowy zabytek historyczny (Monumento Histórico Nacional).

## Architektura i sztuka
Figura Matki Bożej z Guadalupe
W katedrze znajduje się zabytkowa drewniana rzeźba Matki Bożej z Guadalupe o wysokości ok. 60 cm. Jest ona związana z założeniem miasta, które obecną nazwę Canelones nosi od 1916 roku, natomiast wcześniej nazywało się Villa de Nuestra Señora de Guadalupe. Osada powstała wokół kaplicy, w której umieszczono tę właśnie figurę. Figura Matki Bożej z Guadalupe została koronowana przez biskupa Canelones Orestesa Santiago Nuti Sanguinetti w 1979 roku.
Organy
Na chórze nawy głównej znajdują się organy z 11 rejestrami, 2 klawiaturami i 556 piszczałkami, zbudowane we Włoszech przez Giovanniego Battistę Dessiglioli. W katedrze zostały zainstalowane w 1900 roku i poddane renowacji w 1989 roku.